# Commodore 1541
Commodore 1541 (CBM 1541, originalno VIC-1541), ime je za disketnu jedinicu koju je proizvodila tvrtka Commodore International, za kućno računalo Commodore 64. Disketna jedinica bila je jednostrana i mogla je spremiti 170 kB na disketi veličine 5 1/4". Commodore 1541 bila je nasljednica disketne jedinice Commodore 1540 koja je bila namjerena za Commodore VIC-20.